# Barrio de Torres
Barrio de Torres är en ort i Mexiko.   Den ligger i kommunen Españita och delstaten Tlaxcala, i den sydöstra delen av landet, 70 km öster om huvudstaden Mexico City. Barrio de Torres ligger 2 703 meter över havet och antalet invånare är 465.
Terrängen runt Barrio de Torres är kuperad västerut, men österut är den platt. Runt Barrio de Torres är det ganska tätbefolkat, med 67 invånare per kvadratkilometer. Närmaste större samhälle är Calpulalpan, 18,8 km nordväst om Barrio de Torres. Trakten runt Barrio de Torres består till största delen av jordbruksmark.